# Jerry Sainte-Rose
Pour les articles homonymes, voir Sainte-Rose.
Jerry Sainte-Rose, né en 1938 à Fort-de-France (Martinique), est un ancien magistrat français.

## Biographie
Docteur en droit, diplômé de l’Institut d'études politiques de Paris, titulaire du certificat d’aptitude à la profession d’avocat, il a été  reçu en 1963  au concours d’entrée au Centre national d’études judiciaires (devenu E.N.M).
Il a occupé successivement les fonctions de substitut du procureur de la République à Reims (1968-1971), de magistrat à l’administration centrale du ministère de la Justice  (1971- 1975) puis de conseiller référendaire à la chambre criminelle de la Cour de cassation (1975- 1986).
De 1979 à 1981, il a été détaché au ministère de la Coopération en qualité de chargé de mission. Il a été procureur général près la cour d’appel de Basse-Terre (1986-1993) où, premier Antillais nommé à ce poste, il a su faire face à une situation difficile ; il a également pris l’initiative d’une coopération régionale dans le domaine de la lutte contre le trafic de stupéfiants. 
Nommé en février 1993 avocat général à la Cour de cassation et affecté à la deuxième chambre puis à la première chambre civile à partir de 1995, il a été parallèlement commissaire du gouvernement au Tribunal des conflits (1985-2000). Il s’est distingué par ses prises de position très fermes, jugées courageuses et de qualité par certains commentateurs, sur diverses questions de société : contre l’action dite de vie préjudiciable exercée au nom d’un enfant atteint d’un handicap non diagnostiqué avant sa naissance, au cœur de la célèbre affaire Perruche qui a été la plus commentée de tous les temps[citation nécessaire]; pour la protection pénale de la vie de l’être humain en gestation dont la naissance est espérée  ; pour un strict respect des règles relatives à la filiation incestueuse ou à la bigamie . Il s’est fait aussi le défenseur du ministère public et en particulier du parquet général de la Cour de cassation dont le rôle a été minimisé par une application rigoureuse de la jurisprudence de la Cour européenne des droits de l’homme. Si ses avis n’ont pas toujours été suivis par la Cour de cassation, ils ont généralement trouvé un écho favorable dans la doctrine et le législateur les a parfois pris en compte :(V. le dispositif « anti-Perruche » de la loi du 4 mars 2002) ; le renforcement de la prohibition du lien de filiation incestueux. Le 5 juillet 2006, il a été nommé conseiller d’État en service extraordinaire (section de l’Intérieur) et a pris sa retraite définitive en janvier 2011.

## Activités diverses
Jerry Sainte-Rose a été : 
- membre du conseil d’administration de R.F.O (1987-2000),
- magistrat général assimilé (radié des cadres en 1998)
- membre de la commission d’avancement de la magistrature (2000-2002),
- membre de la juridiction disciplinaire des professeurs d’université-praticiens hospitaliers (2004-2006),
- conseiller à la Cour de révision de Monaco (2006-2010),
- agent de liaison du gouvernement auprès du Comité européen de prévention de la torture et des traitements inhumains et dégradants (2006-2011),
- membre de la Commission nationale consultative des droits de l’homme (2009-2012),
- membre de la commission nationale d’inscription et de discipline des mandataires-liquidateurs (2010-2012),
- membre de la société de législation comparée,
- membre du conseil d’administration du Comité d’action sociale en faveur des originaires de DOM,
- membre du comité supérieur d’études juridiques de la Principauté de Monaco (2010-2013).

Il est actuellement :
- membre du Collège de déontologie de la sécurité (Défenseur des droits),
- membre de l’association des docteurs en droit,
- membre de l'Institut des hautes études sur la Justice,
- membre du comité d’éthique d’EPEE,
- membre du comité d’éthique médicale de la SNCF,
- président de la chambre nationale pour l’arbitrage public et privé,
- arbitre de l’OHADA,
- sociétaire de l’Académie catholique de France.

## Distinctions
- Commandeur de l'Ordre national du Mérite.
- Commandeur de l'Ordre de la Légion d'honneur[7].
- Officier des Palmes académiques.
- Officier de l’Ordre des Arts et des Lettres.
- Chevalier du Mérite agricole.
- Mélanges en l’honneur de Jerry Sainte-Rose, La diversité du droit (80 auteurs, professeurs de droit, de médecine, de philosophie, avocats)[8].